# سوسکچه خرطوم‌دار آلبوسینکتوس
سوسکچه خرطوم‌دار آلبوسینکتوس (نام علمی: Alcidodes albocinctus) نام یک گونه از سرده سوسکچه‌های خرطوم‌دار آلسیدودس است.